# Lenka Matoušková
Lenka Matoušková (* 1993) je neslyšící česká atletka, deaflympijská a národní rekordmanka neslyšících v hodu diskem.
V české anketě Sportovec roku 2023 získala ocenění za oddanost sportu.

## Kariéra
Lenka Matoušková závodí za PSK Olymp Praha. Stala se držitelkou olympijského rekordu neslyšících v hodu diskem (49,72 m ke 2. květnu 2019) a českého národního rekordu neslyšících ve vrhu koulí (12,52 m k 30. květnu 2017). Získala dvě zlaté olympijské medaile, je mistryní světa a několikanásobnou mistryní Evropy.

## Život
Narodila se s praktickou hluchotou. Se sportem začala již v útlém věku. V počátcích se věnovala vrhu koulí, hodu oštěpem a hodu diskem. Už ve středoškolském věku se Lenka stala trojnásobnou juniorskou mistryní Evropy neslyšících v Polsku (2012) a vicemistryní na juniorském MČR v Táboře r. 2012 mezi slyšícími. Po úrazu (a operaci) ramene v roce 2014 a následné úspěšné rekonvalescenci si jako svou hlavní disciplínu zvolila hod diskem, vrh koulí zůstává její doplňkovou disciplínou.
Odmaturovala na Obchodní akademii ve Vlašimi, kde byla jedenáct let členkou atletického oddílu TJ Spartak Vlašim. Absolvovala magisterské studium v oboru Podnikání a administrativa na České zemědělské univerzitě v Praze se ziskem titulu inženýrky.

## Výsledky
- olympijský rekord neslyšících v hodu diskem (49,72 m dne 2. května 2019)
- český rekord neslyšících ve vrhu koulí (12,52 m dne 30. května 2017)
- český rekord neslyšících v hodu diskem (46,81 m dne 2. května 2017)
- Nejlepší neslyšící sportovec ČR roku 2016, 2. místo,
- 1. místo na MS neslyšících (2016) a na ME neslyšících (2015) v hodu diskem,
- ocenění Nejlepšího neslyšícího sportovce juniora ČR r. 2015,
- 1. místo na mistrovství České republiky do 22 let mezi slyšícími závodnicemi (2015),
- udělení mimořádné Ceny rektora nejlepšího sportovce ČZU (2014),
- 3. místo mezi Nejlepšími sportovci ČZU (2015),
- trojnásobné vítězství na MEJ neslyšících 2012 (hod oštěpem, vrh koulí, hod diskem),
- ocenění „Atleta roku“ města Vlašimi (2011, 2012).